# Königsworth (Unternehmen)

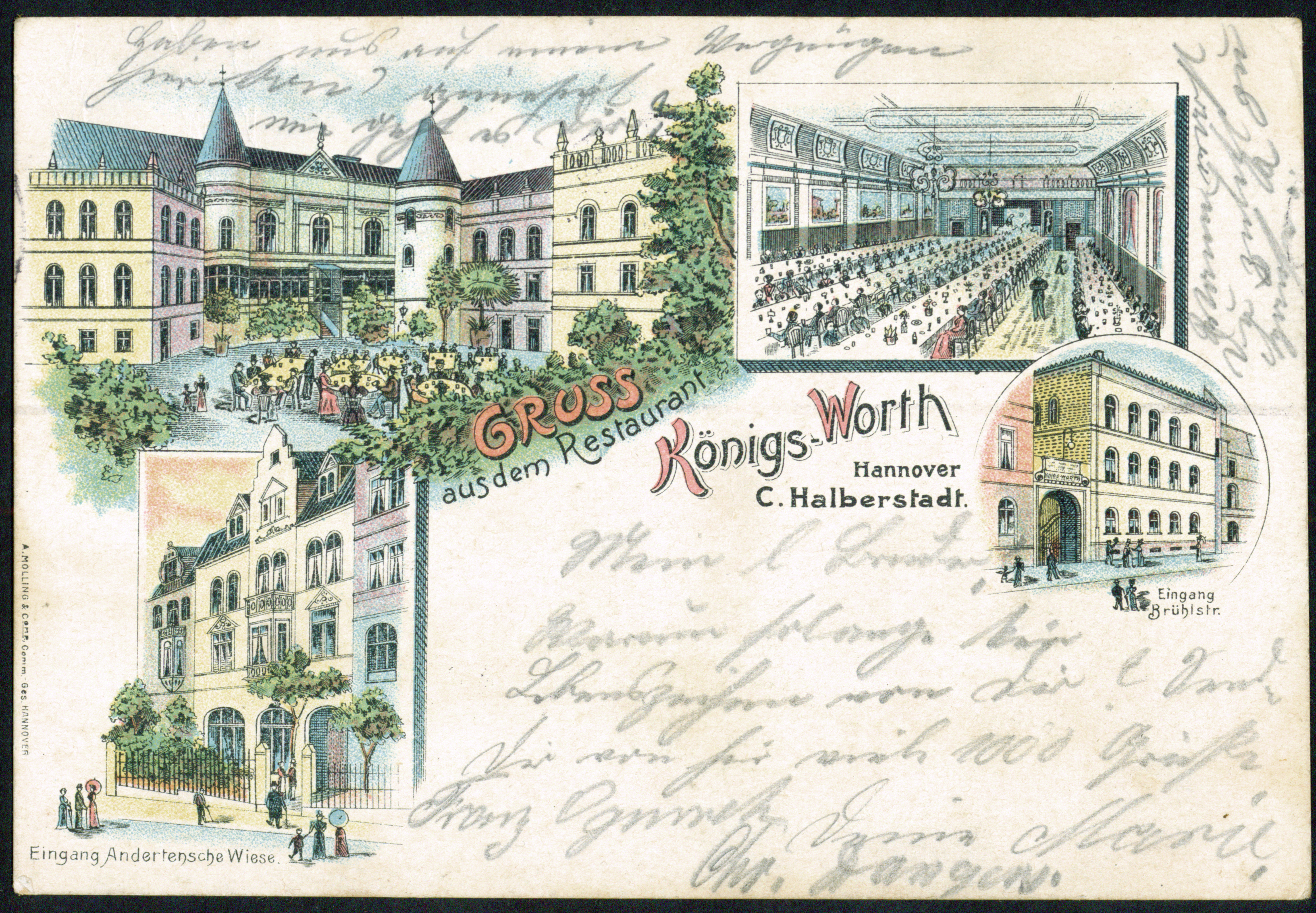
Das „Restaurant Königs-Worth“ mit den Eingängen Andertensche Wiese und Brühlstraße, Innenhof- und Saalansicht; farbig lithographierte Ansichtskarte von A. Molling & Comp., 1911 befördert

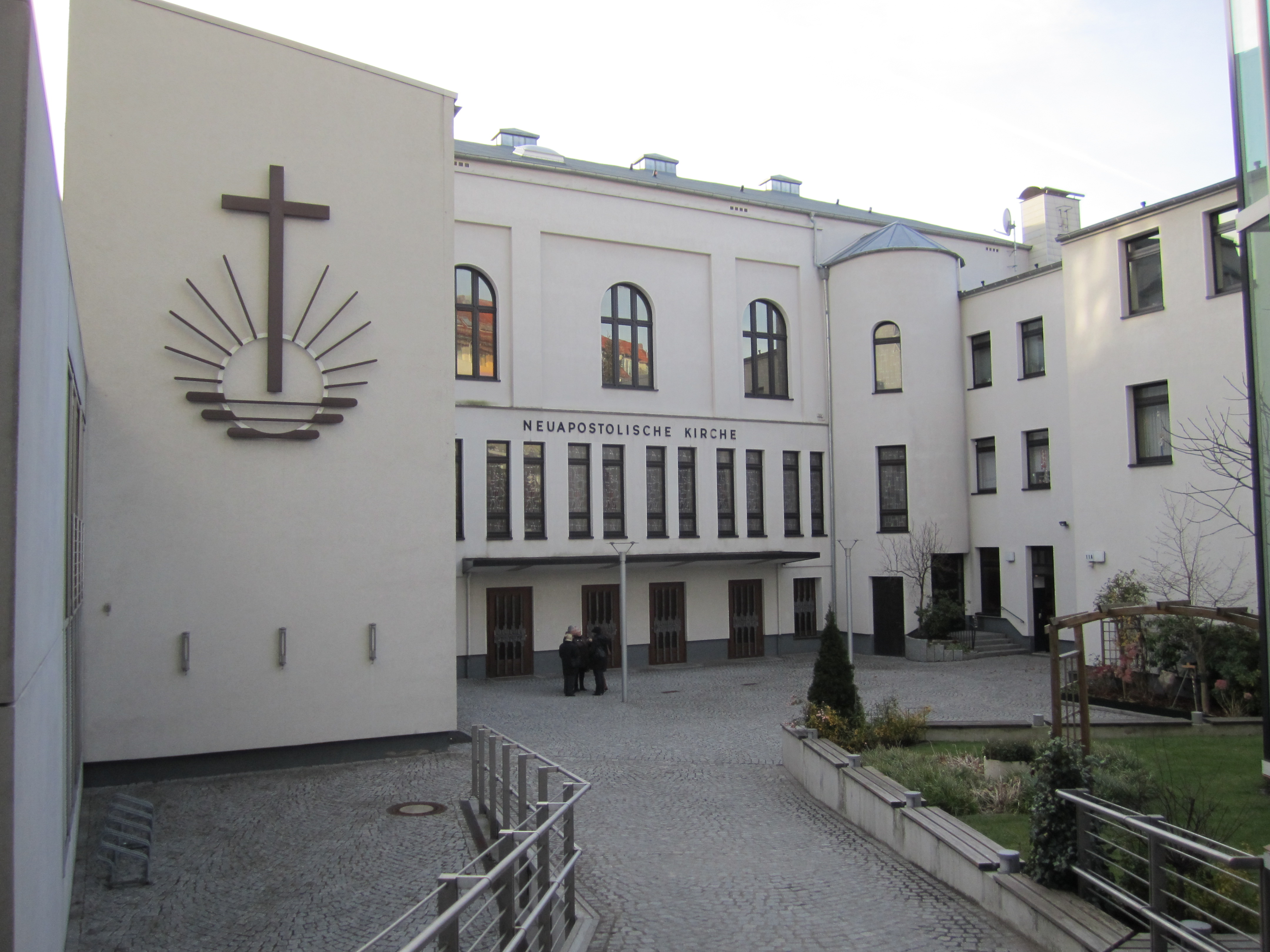
Von 1939 bis 2015 nutzte die Neuapostolische Kirche in der Brühlstraße Teile des ehemaligen Etablissements hinter dem Torhaus Brühlstraße

Das Königsworth in Hannover war ein vielgestaltig ausgedehnter Restaurationsbetrieb und Vergnügungs-Etablissement seit der ersten Hälfte des 19. Jahrhunderts und markiert mit seiner Ausdehnung zwischen Brühlstraße und Andertensche Wiese einen der ältesten historischen Bezugspunkte des ehemaligen Vorortes Königsworth in der heutigen Calenberger Neustadt. Als Klublokal entwickelte es sich mit seinen bis zu 1500 Personen fassenden Sälen unter anderem zu einem frühen Versammlungsort der Arbeiterbewegung.

## Geschichte

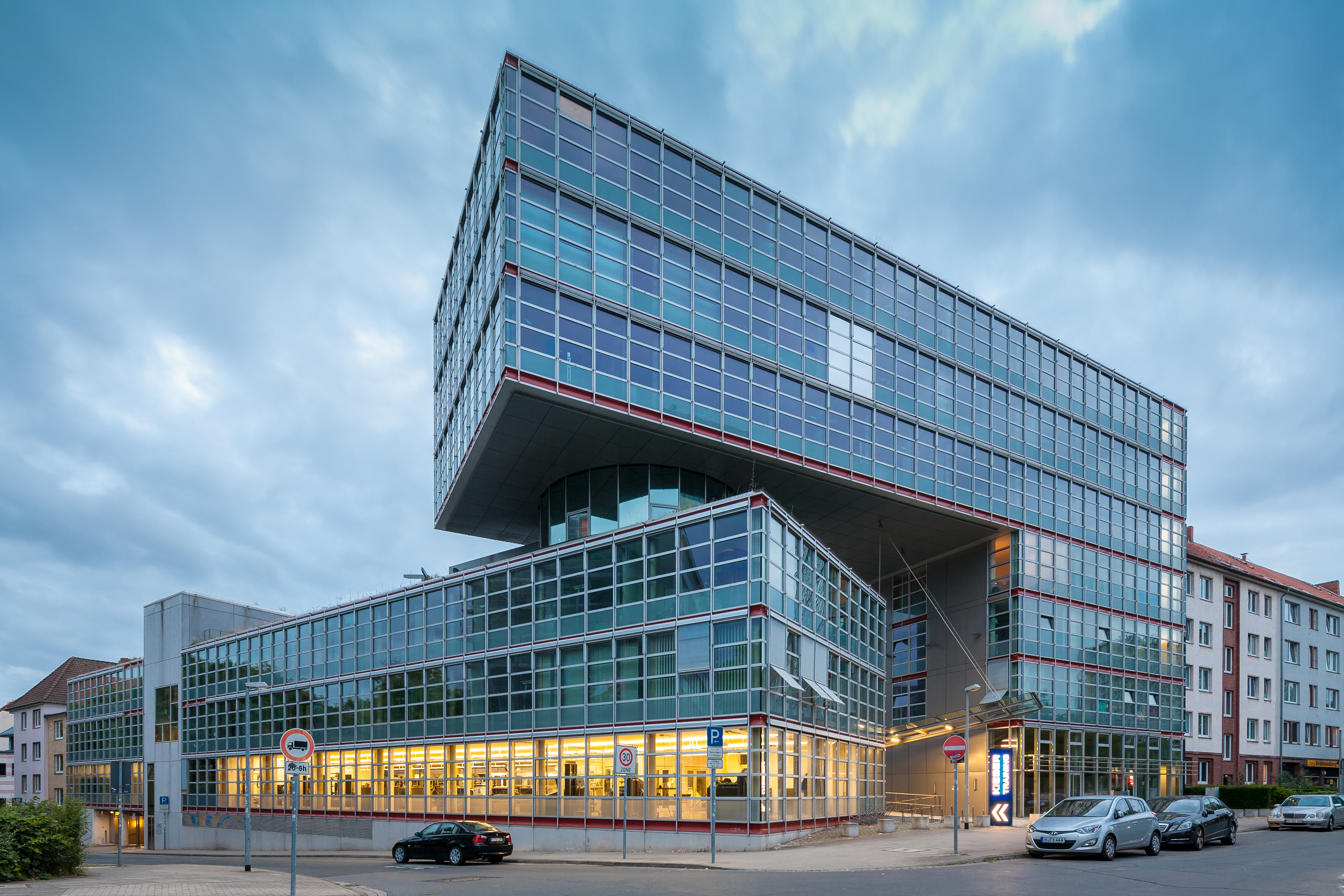
Das heutige Torhaus Brühlstraße Ecke Andertensche Wiese

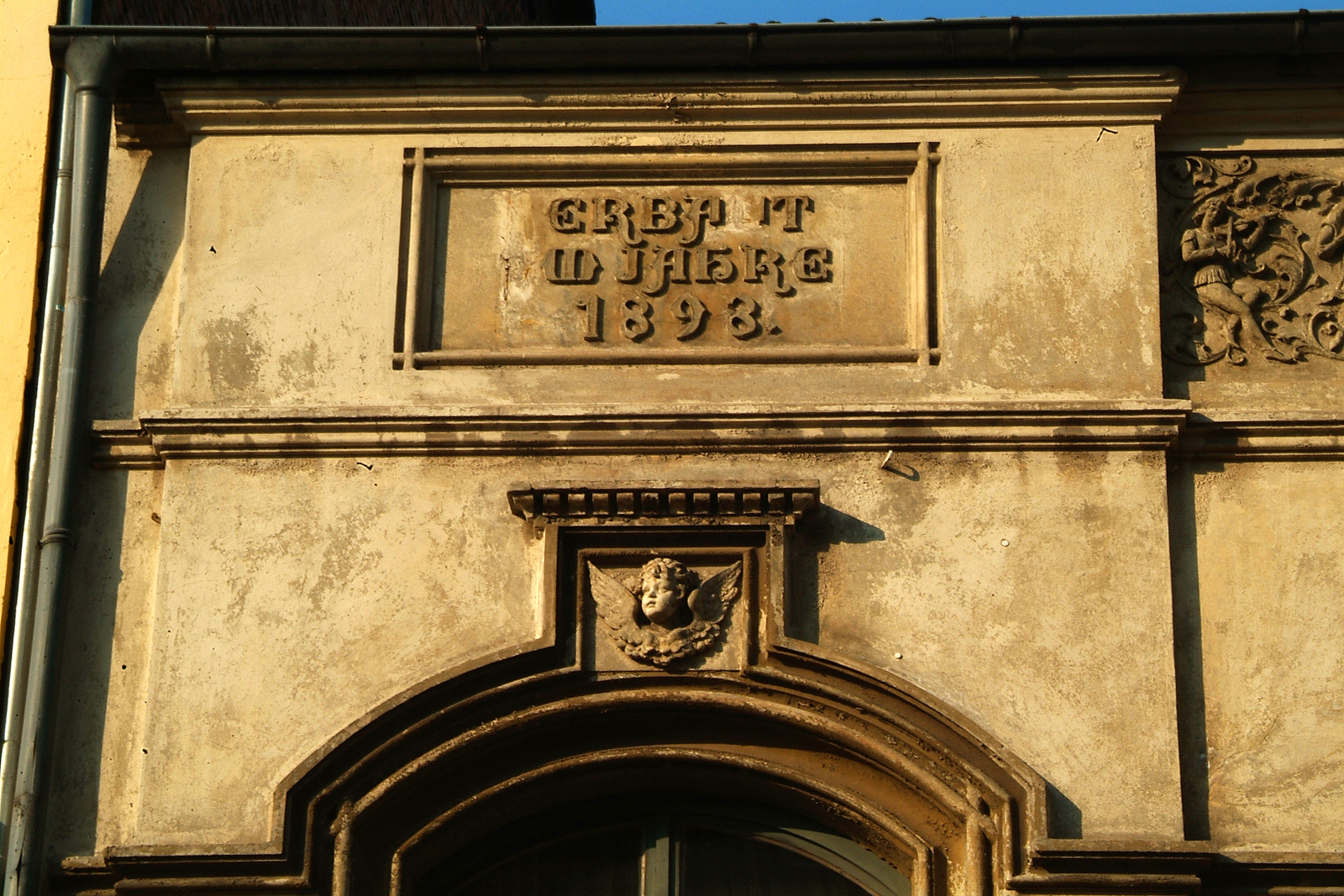
„Erbaut im Jahre 1898“, Inschrift über dem heutigen Eingang zur Moschee Fatih Camii in der Gerberstraße 3

Das Königsworth entwickelte sich in der Mitte der 1830er Jahre aus einem sogenannten „Wintergarten“, einer Schöpfung von Gerd Landvoigt, der sein Unternehmen im Adressbuch der Stadt Hannover als „Kunstgärtner, Handlung in- und ausländischer Saamen und Gewächse, Caffeehaus, ausser dem Cleverthore, an der Herrenhäuser Allee, Königsworth 11“ bewarb. Noch vor der Industrialisierung im Königreich Hannover bezog Landvoigt Ende 1836 neue Räumlichkeiten hinter der Kaserne unter der neuen anfänglichen Adresse Köngsworth 21. Dort wurde bald ein Wintergarten für die Gäste eingerichtet, damit diese auch im Winter zwischen den – verkäuflichen – Blumen im Grünen sitzen konnten.
Zur Zeit des Deutschen Kaiserreichs Ende des 19. Jahrhunderts fanden die ersten Versammlungen der Arbeiter des Fabrikarbeiterverbandes unter anderem im Ballhof, im Hainhölzer Gesellschaftshaus und im Königsworth statt.
Ebenfalls noch Ende des 19. Jahrhunderts observierten Informanten der Polizeidirektion Hannover eine „[...] Versammlung im ‚Königsworth‘“, bei der vor rund 130 Personen der Anarchist Gustav Landauer eine Rede hielt, der Schlosser Friedrich Rischmüller aus der Marienstraße „Broschüren“ verkaufte und im Umfeld rund 200 Exemplare von Laudauers Zeitschrift Der Sozialist verteilt wurden.
Zu Beginn des 20. Jahrhunderts war das Königsworth mit seinem Betreiber C. oder Karel Halberstadt Schauplatz der von dem Schriftsteller Wilhelm Henze in Calenberger Platt wiedergegebenen Erzählung des ehemaligen Kötners Jochen Klömichel aus Algermissen unter dem Titel „Dat Gooseäten“. In der Erzählung wurde auch auf die Kegelbahn des Unternehmens Bezug genommen.
Nach der Machtergreifung durch die Nationalsozialisten richtete die NS-Filmstelle für den Gau Südhannover-Braunschweig im Gesellschaftshaus Königsworth ein eigenes Gaukino ein im Sinne ihrer gleichgeschalteten Propaganda.
Im Zweiten Weltkrieg war das Gebäude Gerberstraße 3 Eigentum vom Verein Hannoverscher Kegler. Unter derselben Adresse eröffnete die sunnitisch-türkische Vereinigung Islamisches Kulturzentrum Hannover (VIKZ) 1979 eine Moschee.
Das Gebäude wurde im Februar 2024 abgerissen. Dort soll ein islamisches Schülerwohnheim gebaut werden.

## Fotos erhaltener Wandreliefs in der Gerberstraße 3

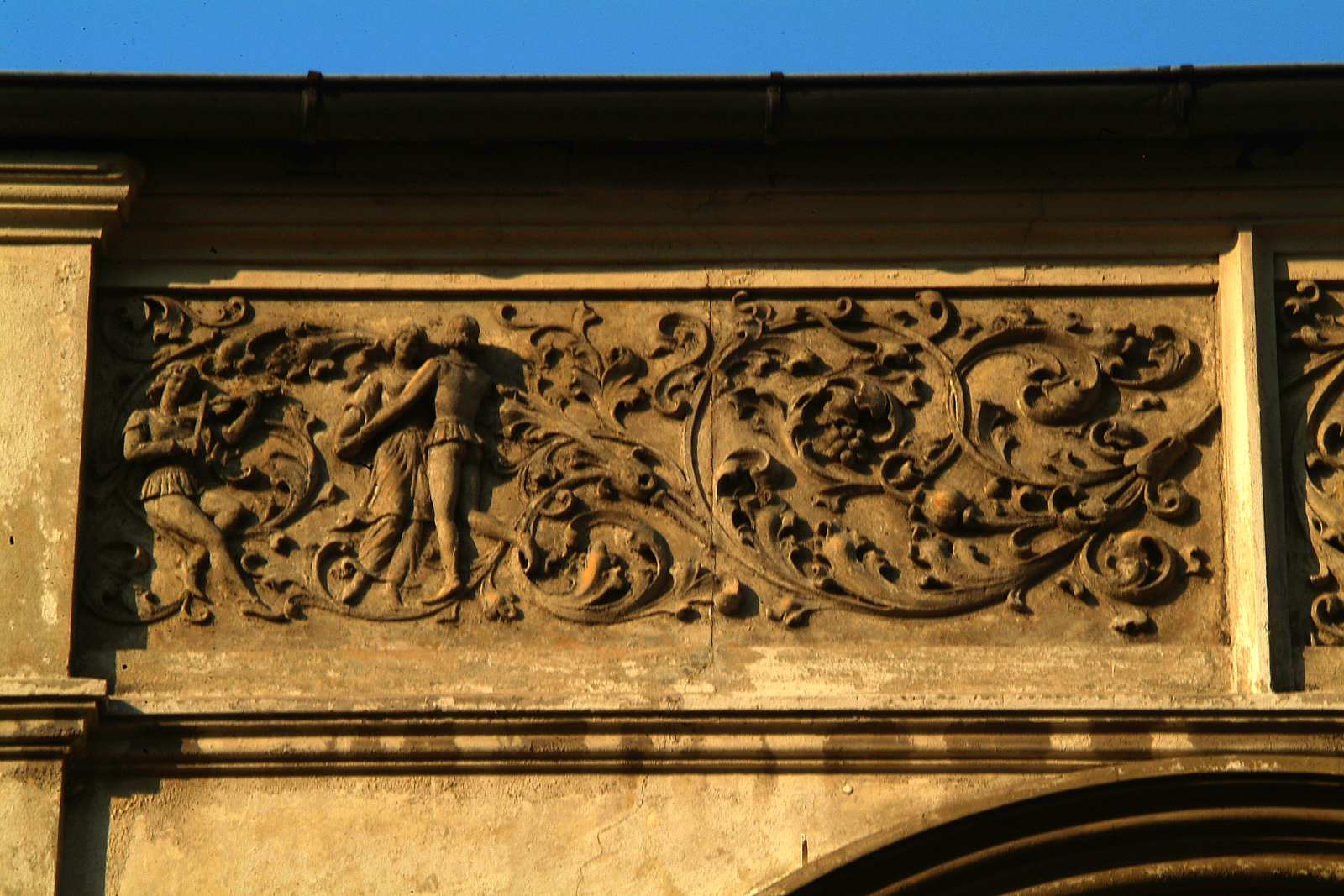
Musik und Tanz
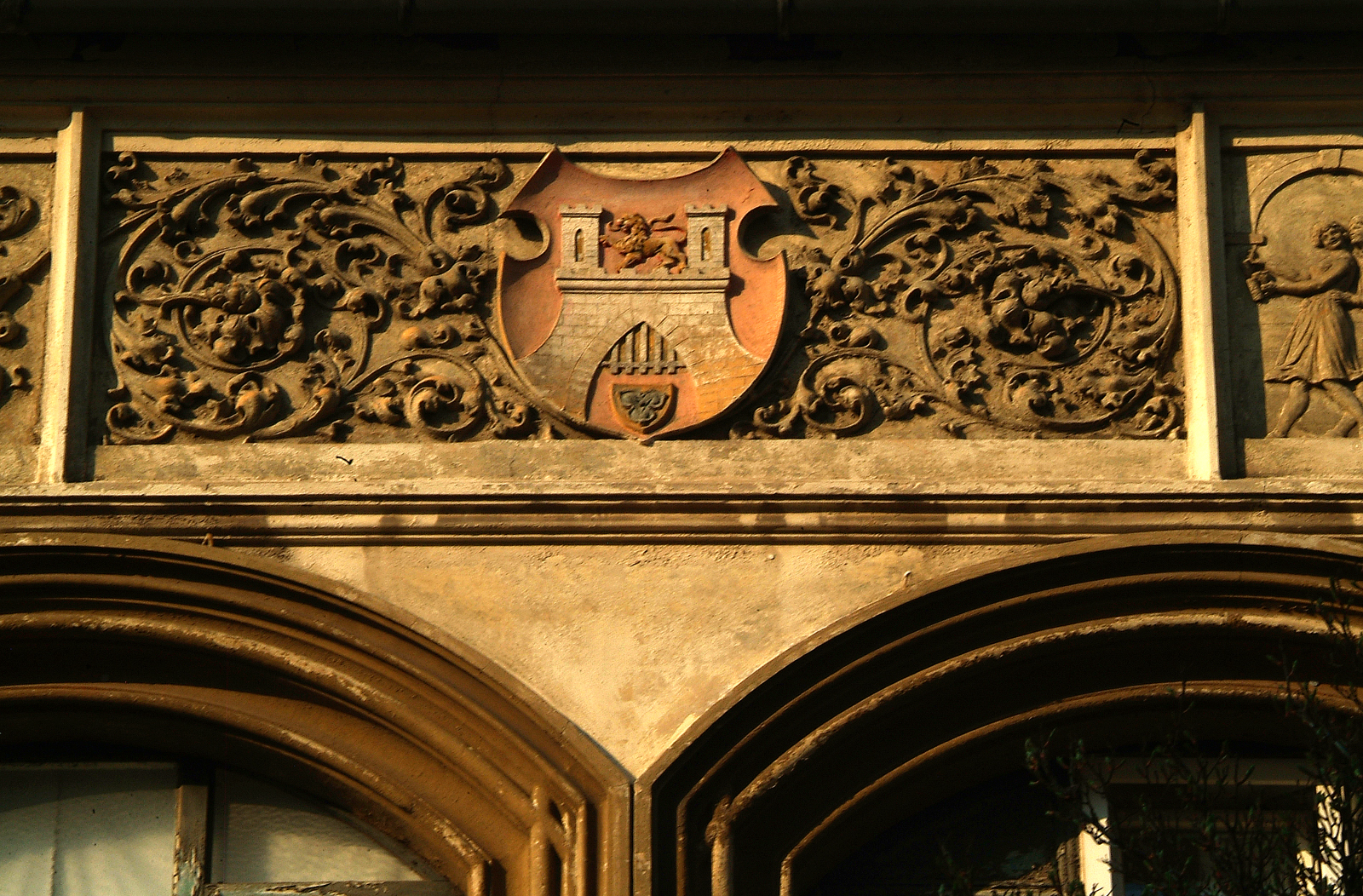
Wappen der Stadt Hannover mit dem dreiblättrigen Kleeblatt
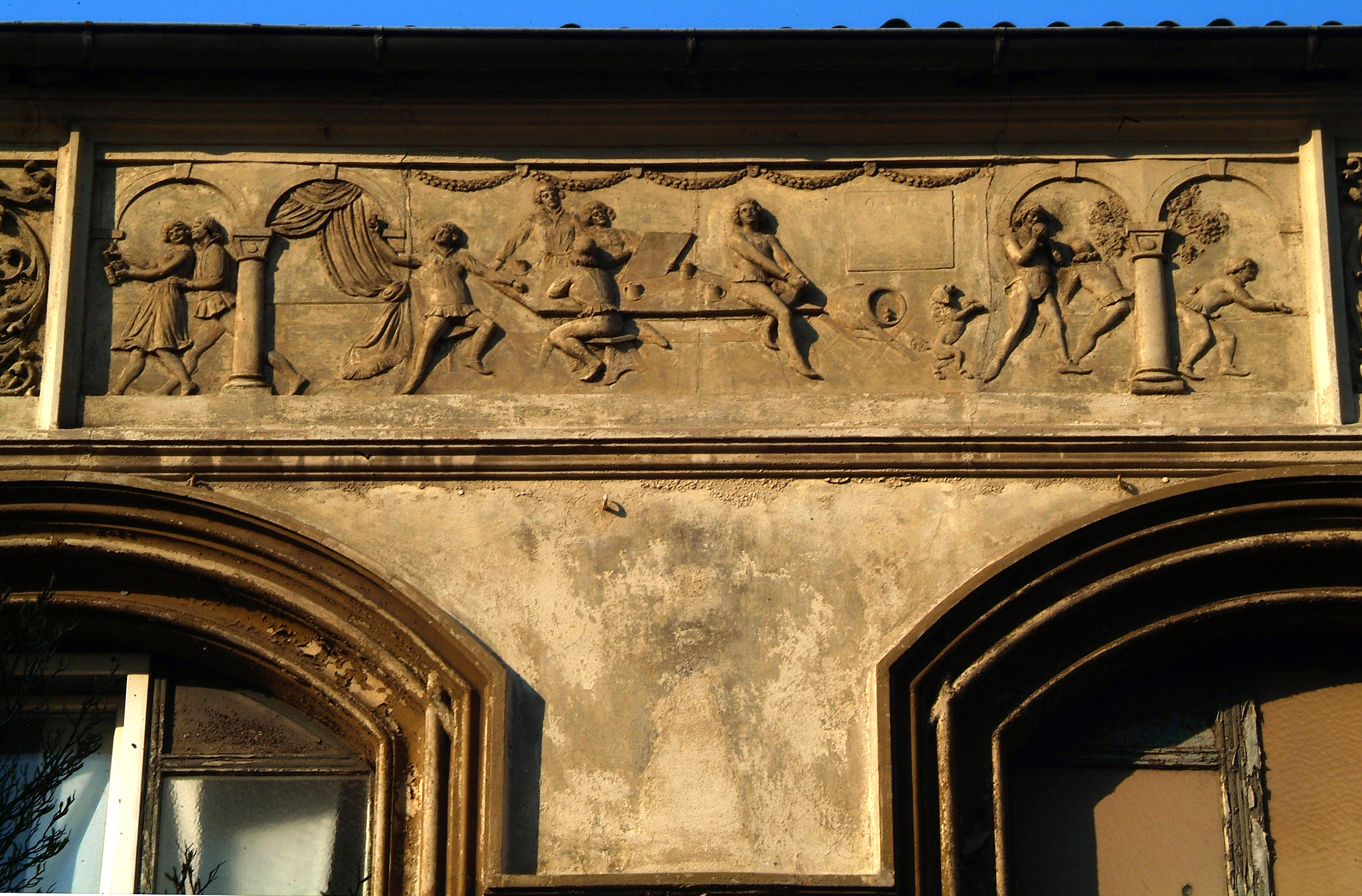
Wein und Bier in Geselligkeit
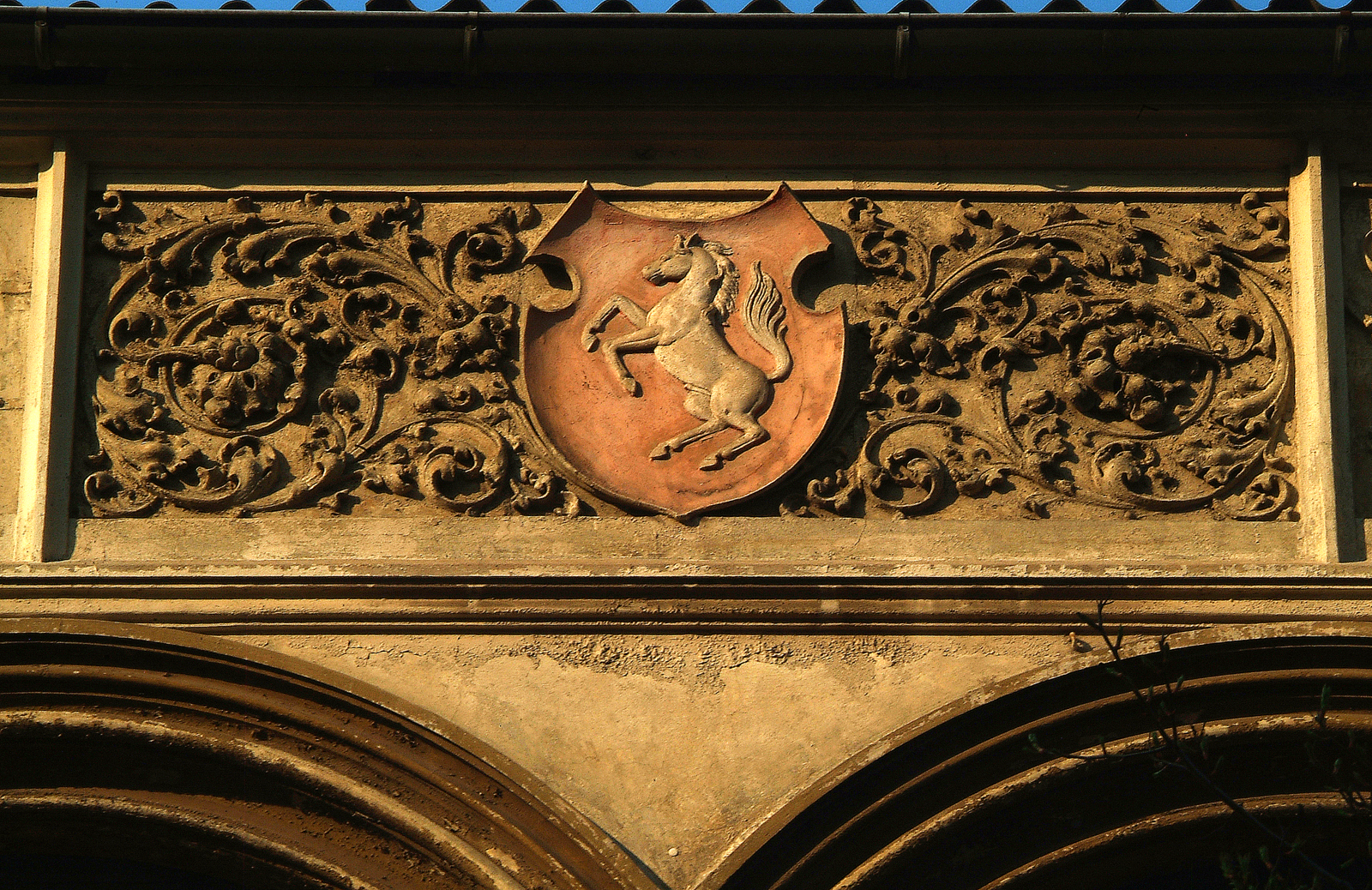
Wappen des Bundeslandes Niedersachsen mit dem Sachsenross
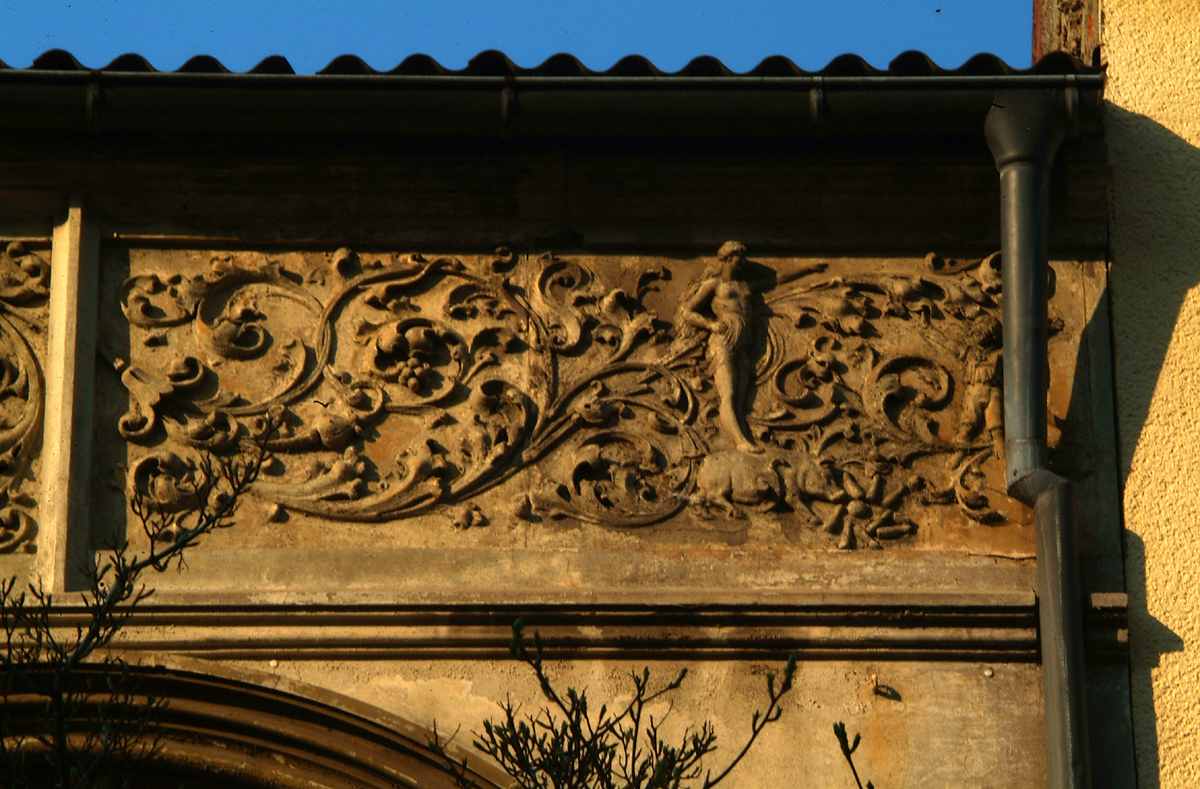
„Schwein gehabt“ beim Kegeln